# Lettrism
Lettrismen var en konstnärlig avantgarderiktning som lanserades i Frankrike 1947 av Isidore Isou. 
Isou utgav då manifestet "Inledning till en ny poesi och en ny musik" (Introduction à une nouvelle poésie et à une nouvelle musique) i vilket han hävdade att människan bevisar att hon är gudomlig genom att skapa, och han såg bokstaven som grunden för skapandet. Rörelsen företräddes inom alla konstriktningar, och även inom ekonomi och politik.
Lettristiska Internationalen med Guy Debord bröt sig ur denna rörelse och utgav tidskriften Potlatch 1952, något som förebådade Situationistiska Internationalens bildande 1957.

## Medlemmar
Michele Bernstein, 
Ivan Chtcheglov,
Hadj Mohamed Dahou,
Guy Debord, 
Francois Dufrene, 
Andre Frankin,
Jean-Michel Mension,
Gil J Wolman.

## Publikationer
- Ion, nr 1 (april 1952)
- Internationale Lettriste, nr 1–4, (december 1952 – juni 1954)
- Potlatch, nr 1–29, (22 juni 1954 – 5 november 1957)